# فينتينيله (ياش)
فينتينيله ويعني النوافير هي قرية تقع في إقليم ياش في رومانيا وبلغ عدد سكانها 2,088 في عام 2007م.